# Angela Baddeley
Madeline Angela Clinton-Baddeley (Londen, 4 juli 1904 – Grayshott, 22 februari 1976), bekend als Angela Baddeley was een Brits actrice. Zij was het best bekend door haar rol als de kokkin Mrs. Bridges in de televisieserie Upstairs, Downstairs (1971-1975). Baddeley had een lange en indrukwekkende theatercarrière van 63 jaar.

## Leven en werk
In 1912, toen zij acht jaar was, maakte Baddeley haar toneeldebuut in het Dalston Palace in Londen in het stuk The Dawn of Happiness. Toen ze negen was, deed Angela Baddeley een auditie bij het Old Vic Theatre en in november 1915 maakte zij haar debuut in de Old Vic in Richard III. Ze verscheen ook in andere stukken van Shakespeare. Een landelijke krant noemde haar "de volmaakte kleine actrice". Tijdens haar tienerjaren speelde ze in veel musicals en pantomimes. Na een pauze ging zij weer spelen toen zij 18 jaar werd.
Na enige tijd toeren in Australië werd Baddeley een van de populairste theateractrices van haar tijd, met rollen in The Rising Stud en in Marriage à la Mode van John Dryden. In 1931 verscheen zij in twee populaire films, het Sherlock Holmes-verhaal The Speckled Band, met Raymond Massey in de hoofdrol, en in The Ghost Train. In 1938 verscheen zij in King Vidors film The Citadel naar de roman van A.J. Cronin.
Gedurende de jaren 1940 speelde zij sterke vrouwelijke rollen op het toneel, waaronder Miss Prue in Love for Love en Nora in The Winslow Boy. Ook speelde ze de koppelaarster in Tony Richardsons productie van Pericles, Prince of Tyre in het Shakespeare Memorial Theatre in 1958. Ze werd Commandeur in de Orde van het Britse Rijk (CBE) in 1975 voor haar 'diensten aan het theater'.
Haar laatste rol op het Londense toneel was in het tweede bedrijf van Stephen Sondheims A Little Night Music. Ze stierf in 1976 in Grayshott Hall in Surrey aan een longontsteking op de leeftijd van 71, kort nadat Upstairs, Downstairs was afgelopen. Daardoor kon een geplande spin-off van Upstairs, Downstairs, waarin Baddeley (Mrs. Bridges) en Gordon Jackson (Hudson) als echtpaar een bed-and-breakfast zouden drijven, niet meer doorgaan.

## Persoonlijk
- Zij werd geboren als dochter van een rijke familie. Ze baseerde het karakter van Mrs. Bridges op een van de koks die haar familie had toen ze nog een kind was.
- Haar jongere zus was de actrice Hermione Baddeley.
- In haar eerste huwelijk, met Stephen Thomas, kreeg Angela Baddeley een dochter.
- Op 8 juli 1929 trouwde ze met de acteur en regisseur Glen Byam Shaw. Zij kregen een zoon en een dochter.
- Zij was de grootmoeder van Charles Hart, de tekstschrijver van The Phantom of the Opera.

- International Standard Name Identifier: 0000 0000 4534 3892
- Library of Congress Control Number: no99049509
- Virtual International Authority File: 6751149068503565730006